# Кендзабуро Ое
Кендзабуро Ое (на японски 大江 健三郎, изговаря се Кендзабуро̀ О̀̀е, по английската Система на Хепбърн Kenzaburo Oe) е японски писател.

## Биография и творчество
Роден е на 31 януари 1935 г. в малкото горско село Осе в префектура Ехиме на японския остров Шикоку.
Той е сред водещите фигури в съвременната японска литература. Получава Нобелова награда за литература през 1994 г.

## Произведения
частична библиография
- 死者の奢り Shisha no ogori (1957)
- 飼育 Shiiku (1958)
- 不意のおし Fui no oshi (1958)
- 芽むしり仔撃ち Me mushiri kōuchi (1958)
- セヴンティーン Seventeen (1961)
- 遅れてきた青年 (1962)
Закъснялата младеж, изд.: ИК „Колибри“, София (1993), прев. Нели Чалъкова
- 敬老週間 Keirō shūkan (1963)
Седмица за почит на старостта, изд.: „Народна младеж“, София (1983), прев. Цветана Кръстева
- 空の怪物アグイー Sora no kaibutsu Aguī (1964)
Небесното чудовище Агуи, изд.: „Народна младеж“, София (1983), прев. Цветана Кръстева
- 個人的な体験 Kojinteki na taiken (1964)
- 広島ノート Hiroshima nōto (1964)
- 万延元年のフットボール Manen gannen no Futobōru (1967)
- 沖縄ノート Okinawa nōtō (1970)
- みずから我が涙をぬぐいたまう日 Mizukara waga namida o nugui tamau hi (1971)
- 頭のいい「雨の木」Atama no ii „Ame no ki“ (1980)
- 身がわり山羊の反撃 Migawari yagi no hangeki (1980)
- 河馬に噛まれる Kaba ni kamareru (1983)
- 人生の親戚 Jinsei no shinseki (1989)
- 治療塔 Chiryō tō (1990)
- 静かな生活 Shizuka na seikatsu (1990)
- あいまいな日本の私 Aimai na (ambigyuasu na) Nihon no watakushi (1994)
- 取り替え子 (チェンジリング) Torikaeko (Chenjiringu) (2000)
- さようなら、私の本よ! Sayōnara, watashi no hon yo! (2005)
- 水死 (2009)
Смърт във вода, изд. „Лист“ (2019), прев. Антон Андреев
- 晩年様式集 Bannen Yoshikishu (2013)
- Suishi (2018)

### Серия „Зелено дърво в пламъци“ (燃えあがる緑の木 Moeagaru midori no ki)
1. 「救い主」が殴られるまで „Sukuinushi“ ga nagura reru made (1995)
2. 揺れ動く Yureugoku (1995)
3. 大いなる日に Oinaru hi ni (1995)